# Helmuth Schattovits
Helmuth Schattovits (* 14. Juli 1939 in Edlitz im Burgenland, Deutsch Schützen-Eisenberg; † 10. September 2015) war ein österreichischer Betriebswirt und Verbandsfunktionär.

## Leben
Helmuth Schattovits studierte nach seiner Matura 1957 bei den Schulbrüdern in Wien-Strebersdorf Betriebswissenschaft an der Technischen Universität Wien. Während des Studiums war er Vorsitzender der Österreichischen Hochschülerschaft an der TU Wien. Er wurde zum Dr. techn. promoviert und war anschließend Universitäts-Assistent am Institut für Arbeits- und Betriebswissenschaften. 1969/70 war er Büroleiter des damaligen Unterrichtsministers Alois Mock.
Von 1970 bis 1978 war er Präsident des Katholischen Familienverbands Österreichs (KFÖ). 1983 wurde er Leiter des Instituts für Ehe und Familie (IEF) der Österreichischen Bischofskonferenz sowie 1994 Gründer und Geschäftsführer des Österreichischen Instituts für Familienforschung (ÖIF). 2001 ging er in den Ruhestand.
Schattovits prägte die österreichische Familienpolitik über mehrere Jahrzehnte hinweg maßgeblich mit. Er gilt als Begründer der wissenschaftlichen Familienforschung an den Hochschulen Österreichs. Er galt als „Vater des Kinderbetreuungsgeldes“. Er engagierte sich für vier Jahre Pensionsanspruch für Pflege und Betreuung, eine regelmäßige Valorisierung der Familienleistungen, die Familie in der Verfassung zu verankern und trat entschieden gegen die Benachteiligung von Mehrkindfamilien auf. Er war Initiator und Mitbegründer der Gemeinschaft B.R.O.T. („Beten-Reden-Offensein-Teilen“), einer neuen Form des Zusammenlebens. Er war 1989 Koordinator und Mitautor des österreichischen Familienberichts „Lebenswelt Familie“ und 1994 Koordinator des Österreichischen Nationalkomitees zur Vorbereitung des Internationalen Jahres der Familie und Verfasser des zusammenfassenden Ausblicks „Familienprogramm für Österreich – ein Solidarpakt“. Für sein Engagement wurde er 1998 zum Professor ernannt.
Papst Johannes Paul II. berief ihn zusammen mit seiner Ehefrau Renate in den Päpstlichen Rat für die Familie.
Seit Studientagen war er Mitglied der katholischen Studentenverbindung K.Ö.H.V. Amelungia im ÖCV. Er wurde am Hernalser Friedhof bestattet.

## Schriften
- Aufgabenplanung: Ansätze für rationale Verwaltungsreform, Böhlau 1987, ISBN 3-205-08464-0
- Forschungsprojekte Integratives Wohnen als soziales Dienstangebot (F 936), Inst. für Ehe und Familie 1993
- Teilzeitbetreuung von Kindern in Österreich: eine Bestandsaufnahme zur Orientierung über Formen, Kosten und Finanzierung, 1995, ISBN 3-901668-00-4
- Kinderbetreuungsscheck: Modellentwicklung und Analysen, Österr. Inst. für Familienforschung (ÖIF) 2000, ISBN 3-901668-19-5
- Heimat finden: gemeinschaftliches Wohnen zwischen Sehnsucht und Gelingen, NWV – Neuer Wiss. Verlag 2011, ISBN 3-7083-0725-9